# TýTý 2007
Dne 12. dubna 2008 se v pražském hotelu Clarion Congress Hotel Prague konalo slavnostní vyhlášení XVII. ročníku prestižní ankety TýTý 2007. Přímý přenos vysílala TV Nova v sobotu večer ve 20:00. Celým večer provázeli Dalibor Gondík a Tereza Kostková.

## Výsledky
| Kategorie                          | Vítěz           | Televize       |
| ---------------------------------- | --------------- | -------------- |
| Osobnost televizního zpravodajství | Karel Voříšek   | TV Nova        |
| Osobnost televizní publicistiky    | Václav Moravec  | Česká televize |
| Osobnost televizních zábavy        | Leoš Mareš      | TV Nova        |
| Zpěvák                             | Karel Gott      |                |
| Zpěvačka                           | Lucie Bílá      |                |
| Herec                              | Ivan Trojan     | Česká televize |
| Herečka                            | Hana Maciuchová | TV Nova        |
| Seriál roku                        | Ulice           | TV Nova        |
| Pořad roku                         | Hádej, kdo jsem | TV Prima       |
| Objev TýTý                         | Petr Vondráček  | TV Prima       |
| Absolutní vítěz                    | Hana Maciuchová | TV Nova        |
| Dvorana slávy                      | Kamila Moučková | Česká televize |